# Cajamar (kommunhuvudort)
Cajamar är en kommunhuvudort i Brasilien.   Den ligger i kommunen Cajamar och delstaten São Paulo, i den sydöstra delen av landet, 800 km söder om huvudstaden Brasília. Cajamar ligger 735 meter över havet och antalet invånare är 56 682.
Terrängen runt Cajamar är platt åt sydost, men åt nordväst är den kuperad. Cajamar ligger nere i en dal. Runt Cajamar är det tätbefolkat, med 613 invånare per kvadratkilometer.. Närmaste större samhälle är Francisco Morato, 15,8 km nordost om Cajamar.
Runt Cajamar är det i huvudsak tätbebyggt.